# Ptahmose I.
Ptahmose war Hoherpriester des Ptah in der altägyptischen 18. Dynastie unter Pharao Thutmosis III. Er ist wahrscheinlich der erste von mehreren Hohepriestern des Ptah mit dem Namen Ptahmose und wird deshalb in der Forschung meist als Ptahmose I. bezeichnet zur Unterscheidung von Ptahmose II. Ptahmose ist nur von einem Naos bekannt, der sich in Abydos fand und in den Inschriften Name und Titel des Ptahmose nennt. Nichts Weiteres ist zu seiner Person bekannt.